# Juliette Volcler
Juliette Volcler est une productrice radio, critique sonore et chercheuse indépendante.
Elle est autrice de plusieurs articles et essais portant sur l’exploitation du son dans la sphère sociale, les rapports à l’écoute, l’appréhension de l’environnement par le son, le design sonore et l’histoire de la création sonore.
Ses champs d’études et ses théories sur l’utilisation des ondes acoustiques à des fins offensives et coercitives ont obtenu une reconnaissance internationale après leur publication,,,.

## Biographie

### Parcours professionnel
En 2004, Juliette Volcler commence à écrire dans la revue littéraire R de réel, créée et dirigée par Laetitia Bianchi et Raphaël Meltz. Puis et jusqu'en 2010, elle contribue régulièrement au magazine français généraliste Le Tigre.
Elle entre dans le domaine sonore par la porte des radios libres associatives en 2005. Elle y fait ses premières gammes en réalisant des entretiens et des documentaires radiophoniques de critique sociale. Elle crée et produit alors l'émission L'Intempestive, diffusée sur Fréquence Paris Plurielle et Radio Galère à Marseille.
À partir de 2007, elle appréhende la culture sonore, très peu explorée dans le champ universitaire français, aussi bien sur le plan théorique que pratique, en entreprenant un travail de documentation et d’investigation fouillé sur l’histoire et l’analyse des utilisations du son comme outil de contrôle social.
Elle oriente ses premières recherches sur les armes acoustiques, qui l'amèneront à explorer la psychoacoustique,.
En 2010, Juliette Volcler écrit plusieurs papiers dans le mensuel de critique et d'expérimentation sociales CQFD.
Elle rejoint ensuite la rédaction de Syntone, une revue web et papier de référence consacré à la critique de la création radiophonique et sonore, fondée par Etienne Noiseau. Elle assure la coordination éditoriale de Syntone de 2014 de 2018 et y signe plus d’une soixantaine d’articles.
À partir de 2018, avec les musiciens expérimentaux Jérôme Noetinger et Francisco Meirino, ainsi que l'artiste sonore Matthieu Saladin, elle forme le collectif d'intervention sur la critique sociale du son Les sirènes.
Elle coproduit l'émission Radio renversée avec la compositrice Aude Rabillon sur la radio associative ∏-Node.
Juliette Volcler donne régulièrement des séminaires, colloques et conférences universitaires sur les arts sonores et radiophoniques. Elle participe régulièrement au jury des Phonurgia Nova Awards.

### Diplôme
Maîtrise Langues, littératures et civilisations étrangères, en anglais sur l'extrême droite en Grande-Bretagne dans les années 1990.

## Publications

### Essais
- Juliette Volcler, Le son comme arme, les usages policiers et militaires du son, Paris, La découverte, 2011, 180 p. (ISBN 978-2-7071-6885-6, lire en ligne)[12],[13],[14]. Traduit du français par Carol Volk en 2013, Extremely Loud : Sound as a Weapon : Juliette Volcler (trad. Carol Volk), Extremely Loud : Sound as a Weapon, Editeur La Nouvelle Presse, 2013., 210 p. (ISBN 9781595588739, lire en ligne)
- Juliette Volcler, Contrôle : comment s'inventa l'art de la manipulation sonore, Paris, Éditions la Découverte : Cité de la musique-Philharmonie de Paris, 2017, 157 p. (ISBN 978-2-7071-9013-0)[15]. L'ouvrage relate l’histoire des premières tentatives de manipulation des masses au moyen du son[16],[17].
- Juliette Volcler et Matti Hagelberg, Alexander Graham Bell, Paris/impr. en Belgique, Éditions Philharmonie de Paris - Collection Supersoniques, 2021., 62 p. (ISBN 979-10-94642-54-2) - Une biographie de Graham Bell qui se mêle à celles d'autres inventeurs du champ sonore[18].
- Juliette Volcler, L'orchestration du quotidien : Design sonore et écoute au 21e siècle, Paris/27-Mesnil-sur-l'Estrée, Éditions la Découverte, 2022, 180 p. (ISBN 978-2-3480-6471-5)[19],[20],[21]

### Ouvrages collectifs
- L’espace public sonore, notice de Juliette Volcler dans Le capital dans la cité, une encyclopédie critique de la ville. Ouvrage réunissant 30 contributions sous la direction de Matthieu Adam et Emeline Comby, Éditions Amsterdam, 2020[22].
- Fiche technique, signé par Les sirènes (collectif), collection Rip on/off par l’éditeur Van Dieren, 2021[23].

### Contributions revues et presse écrite
- 17 articles de Juliette Volcler, publiés de 2009 à 2013 dans Article 11 - Journal papier indépendant (2010/2015) et média alternatif internet[24].
- 25 articles de Juliette Volcler, publiés à partir de mars 2010 dans CQFD - Journal de critique sociale fondé en 2003[25].
- 62 articles de Juliette Volcler, publiés dans Syntone à partir de 2011 - Revue française web et papier fondée en décembre 2008 qui se consacre à l’art de la radio[26]. L’imprimé trimestriel La revue de l’Écoute n’est plus édité depuis 1er février 2019.
- Le marketing sonore envahit les villes par Juliette Volcler, Le Monde diplomatique, août 2013[27].
- Armes sonores et musiques d’ambiance, de Juliette Volcler et Victor A. Stoichita, Terrain n°68 « L'emprise des sons », revue d'ethnologie de l'Europe, 2017[28].
- Le monde enchanté du design sonore - Entre création artistique et ingénierie sociale de Juliette Volcler - Revue du Crieur n°8, pages 106 à 115, 2017[29].
- Le comportementalisme sonore, une magie bien arrangeante par Juliette Volcler - Revue Filigrane, Maison des sciences de l'homme, Paris nord, mars 2019[30],[31].

### Conférences
- Journée Science et musique, conférence L'espace public sonore en questions de Juliette Volcler, Université de Rennes 2, 11/10/ 2014[32].
- L'espace public sonore en questions, conférence de Juliette Volcler à l'ENSA de Lyon, 04/09/2018[33].
- Petite histoire de la manipulation sonore, conférence de Juliette Volcler au Festival La semaine du son de l’Unesco, 2018[34].
- Clôtures soniques dans les espaces publics, intervention de Juliette Volcler dans la rencontre « Causant de l'impact », avec Séverine Janssen et Salomé Voegelin, et la modératrice Linnea Semmerling, Festival Oscillation - sur la nature du son, organisé par l'espace de travail Q-O2, Bruxelles, 27/04/2019[35].